# الجدول الزمني للمدينة المنورة
فيما يلي الجدول زمني لتاريخ المدينة المنورة بالمملكة العربية السعودية.

## قبل القرن العشرين
- القرن السادس قبل الميلاد - استقر في يثرب «بثلاثة قبائل يهودية بنو قينقاع وبنو قريظة وبنو النضير.» [1]
- 622 م / 0-1 ه
  - هاجر النبى محمد (ص) من مكة، مع أتباعه من المهاجرون إلى يثرب.[2][3]
  - بناء مسجد قباء والمسجد النبوي.[1]
  - أعيدت تسمية يثرب «المدينة المنورة».[4]
  - إنشاء مقبرة البقيع.
- 623 م - إنشاء مسجد القبلتين (مسجد القبلتين).
- 624 م - بناء بيت النبي.[1]
- 627
  - مارس-أبريل: معركة الخندق.[5]
  - توقيع صحيفة المدينة المنورة (تاريخ تقريبي). [6]
- 630 - المدينة المنورة ومكة «أسست كمدينتين مقدستين للإسلام».[3]
- 632 م / 11 ه
  - 8 يونيو: موت النبى محمد (ص).
  - أبو بكر أصبح خليفة للمسلمين. أنشئت الخلافة الراشدة.[3]
- 634 - عمر بن الخطاب أصبح خليفة للمسلمين.
- 639 - وضع التقويم الهجري.
- 644 - عثمان بن عفان أصبح خليفة للمسلمين
- 656 - علي بن أبى طالب أصبح خليفة للمسلمين ونقل العاصمة من المدينة المنورة إلى الكوفة. [6] [7]
- 661 - تأسيس الخلافة الأموية؛ انتقلت العاصمة من المدينة المنورة إلى دمشق.[1]
- 662 - مروان بن الحكم يتولى منصب حاكم المدينة.
- 706 - عمر بن عبد العزيز يصبح حاكم المدينة.
- 707 - إعادة بناء المسجد النبوي.[8]
- 975 - بناء جدار المدينة. [6]
- 1162 - توسيع جدار المدينة. [6]
- 1517 - سيطرة الأتراك العثمانيين على المدينة.[5][9]
- 1804 - سيطرة الوهابيونعلى المدينة.[10] [11]
- 1812 - نوفمبر: معركة المدينة (1812) وسيطرة الأتراك على المدينة. [11]
- 1837 - طلاء قبة المسجد النبوي باللون الأخضر.
- 1872 - المدينة المنورة أصبحت جزءا من ولاية الحجاز العثمانية.
- 1896 - تثبيت خط الهاتف. [12]

## القرن ال 20
- 1908 - بدء تشغيل سكة حديد الحجاز (دمشق - المدينة).[3]
- 1916 - بداية حصار المدينة.
- 1919 - يناير: انتهاء حصار المدينة وسيطرة القبائل العربية على المدينة.[13]
- 1925 - المدينة المنورة أصبحت جزءًا من المملكة العربية السعودية. [11]
- 1937 - تأسيس المستشفى الإسلامي. [14]
- 1953 - توسيع مقبرة البقيع. [14]
- 1955 - توسيع المسجد النبوي. [14]
- 1961 - تأسيس الجامعة الإسلامية بالمدينة المنورة. [12] [15]
- 1974
  - افتتاح مطار الأمير محمد بن عبدالعزيز الدولى.
  - السكان: 198.186.[16]
- 1985 - بدأ مجمع الملك فهد لطباعة القرآن الكريم في العمل.
- 1986 - إعادة بناء مسجد قباء.[1]

## القرن ال 21
- 2001 - 15 مارس: اختطاف شيشانى للطائرة الروسية.[3]
- 2003 - تأسيس جامعة طيبة.
- 2006 - افتتاح متحف سكة حديد الحجاز.
- 2010 - عدد السكان: 1.180.770.
- 2014
  - 8 فبراير: 2014 اشتعال النار في أحد فنادق المدينة المنورة.
- 2016 - 4 يوليو: تفجير بالقرب من المسجد النبوي.[17]